# Cikloalken
Cikloalken ili cikloolefin je tip alkenskog ugljovodonika koji sadrži zatvoren prsten, ali nema aromatični karakter. Neki cikloalkeni, kao što su ciklobuten i ciklopenten, se mogu koristiti kao monomeri za proizvodnju polimernih lanaca. Ukoliko prsteni nisu veoma veliki, cikloalkeni su uvek cis isomers, i termin cis se izostavlja iz imena. Kod velikih prstena,  dvostruke veze se mogu javiti, dajući trans-cikloalkene.

## Primeri
- Ciklopropen
- Ciklobuten
- Ciklopenten
- Cikloheksen
- Ciklohepten
- 1,3-Cikloheksadien
- 1,4-Cikloheksadien
- 1,5-Cikloheksadien